# Harriet Slater
Harriet Slater (Leicester, 28 novembre 1994) è un'attrice britannica.

## Biografia
Nata e crescita a Leicester, si è unita a un gruppo teatrale giovanile locale chiamato il Little Theatre all'età di sei anni. Si è laureata con un Bachelor of Arts in recitazione alla Guildford School of Acting nel 2016.
Dopo essersi laureata ha iniziato la sua carriera nel teatro regionale, facendo il suo debutto professionale in The Man with the Hammer al Theatre Royal, Plymouth nel 2016. L'anno seguente è nella produzione della Royal Shakespeare Company di Phil Porter Vice Versa al Swan Theatre. Ha partecipato anche a The Secret Seven allo Storyhouse.
Slater ha fatto il suo esordio televisivo quando è stata scelta come Sandra Onslow nella serie del DC Universe e prequel di Batman, Pennyworth nel 2019. Dopo aver interpretato il personaggio in un ruolo ricorrente durante la prima stagione, è stata promossa nel cast principale per le due stagioni successive. Nel 2020 ha debuttato al cinema nel film fantasy indipendente Emily and the Magical Journey. Nel 2023 ha avuto un ruolo minore nel film Indiana Jones e il quadrante del destino.
Nel 2024 interpreta la protagonista della miniserie in costume Belgravia: The Next Chapter, ideata da Helen Edmundson e sequel di Belgravia. Nello stesso anno è protagonista del film horror La profezia del male.
Dal 2025 è Ellen MacKenzie, la madre di Jamie Fraser, nel prequel di Outlander, Outlander: Blood of My Blood.

## Filmografia

### Cinema
- Emily and the Magical Journey, regia di Marcus Ovnell (2020)
- Indiana Jones e il quadrante del destino (Indiana Jones and the Dial of Destiny), regia di James Mangold (2023)
- La profezia del male (Tarot), regia di Spenser Cohen e Anna Halberg (2024)

### Televisione
- Pennyworth – serie TV, 22 episodi (2019-2022)
- Creature grandi e piccole - Un veterinario di provincia (All Creatures Great and Small) – serie TV, episodio 1x06 (2020)
- Belgravia: The Next Chapter, regia di John Alexander, Paul Wilmshurst e Marisol Adler – miniserie TV (2024)
- Outlander: Blood of My Blood – serie TV, 10 episodi (2025)

## Doppiatrici italiane
Nelle versioni in italiano delle opere in cui ha recitato, Harriet Slater è stata doppiata da:
- Alice Venditti in Indiana Jones e il quadrante del destino, Belgravia: The Next Chapter
- Elena Perino in Pennyworth
- Lucrezia Marricchi in La profezia del male